# بابا نويل المخطوف
بابا نويل المخطوف (بالإنجليزية: A Kidnapped Santa Claus)‏ هي قصة قصيرة عن عيد الميلاد بقلم ليمان فرانك بوم، الذي اشتهر بحكايات أرض أوز؛ وقد وصفت هذه القصة «إحدى أجمل قصص باوم»  وساهمت بشكل مؤثر في أساطير عيد الميلاد.
نشرت القصة أول مرة في طبعة ديسمبر 1904 من مجلة ديليناتور، وهي مجلة المرأة التي طبعت في العام التالي كتاب باوم بعنوان حكايات خرافية عن الحيوان. تم وضع الرسوم التوضيحية في نص مجلة بريشة فريدريك ريتشاردسون، الذي وضع الرسوم التوضيحية لقصة بوم "زيكسي ملكة إكس في عام 1905.